# Берглунд, Ханс
Ханс Гу́став Бу Бе́рглунд (швед. Hans Gustaf Bo Berglund; 24 февраля 1918, Стокгольм — 17 сентября 2006, там же) — шведский гребец-байдарочник, выступал за сборную Швеции в конце 1930-х — второй половине 1940-х годов. Чемпион летних Олимпийских игр в Лондоне, чемпион мира, многократный победитель и призёр регат национального значения. Также известен как спортивный функционер, технический эксперт Международной федерации каноэ.

## Биография
Ханс Берглунд родился 24 февраля 1918 года в Стокгольме. Увлёкшись греблей на байдарках и каноэ, проходил подготовку в столичном спортивном клубе Brunnsvikens.
Первого серьёзного успеха на взрослом международном уровне добился в сезоне 1938 года, когда попал в основной состав шведской национальной сборной и побывал на впервые проводившемся домашнем чемпионате мира по гребле в городе Ваксхольм, откуда привёз награду серебряного достоинства, выигранную вместе с напарником Куртом Боо в зачёте двухместных байдарок на дистанции 1000 метров. Несмотря на впечатляющие результаты, из-за разразившейся Второй мировой войны вынужден был прервать спортивную карьеру.
По окончании войны Берглунд вернулся в большой спорт, вновь вошёл в основной состав гребной команды Швеции и продолжил принимать участие в крупнейших международных регатах. В частности, благодаря череде удачных выступлений он удостоился права защищать честь страны на летних Олимпийских играх 1948 года в Лондоне. Стартовал здесь в паре с новым партнёром Леннартом Клингстрёмом в двойках на тысяче метрах — с четвёртого места квалифицировался на предварительном этапе, тогда как в решающем финальном заезде обогнал всех своих соперников и завоевал тем самым золотую олимпийскую медаль (во время финишного спурта конкуренцию им составил только датский экипаж Эйвинда Хансена и Якоба Йенсена, но шведы опередили их на 0,2 секунды).
Став олимпийским чемпионом, буквально через неделю Ханс Берглунд вновь выступал в Лондоне на проводимом здесь чемпионате мира — они с Клингстрёмом объединились с двумя другими чемпионами прошедшей Олимпиады, гребцами Гуннаром Окерлундом и Хансом Веттерстрёмом, после чего одержали победу в состязаниях четырёхместных байдарок на дистанции 1000 метров (эта дисциплина в то время была неолимпийской, попав в программу Игр лишь в 1964 году на Олимпиаде в Токио).
После завершения карьеры профессионального спортсмена Берглунд остался в гребле в качестве спортивного чиновника, занимал должность технического эксперта Международной федерации каноэ на Олимпийских играх 1956 и 1964 годов. Его сын Бу Берглунд тоже был байдарочником и состоял в основном составе шведской национальной сборной — он вместе с Берндтом Андерссоном принимал участие в Олимпийских играх 1972 года в Мюнхене, однако сумел дойти лишь до стадии полуфиналов.
Ханс Берглунд умер 17 сентября 2006 года в Стокгольме в возрасте 88 лет.